# Молодечномебель
ЗАО «Молодечномебель» (бел. ЗАТ «Маладзечнамэбля») — белорусская мебельная фабрика, основанная в 1954 году.  Сегодня 54 % мебели поставляется на экспорт, в том числе в Бельгию, Францию, страны Балтии и др. Фабрика имеет 19 собственных магазинов в Белоруссии и 5 на территории России. Представительства фабрики есть в Абхазии, Армении, России, Казахстане и Узбекистане.
В состав ЗАО «Молодечномебель» входит филиал — Вилейская мебельная фабрика.

## История

### 1950-80-е года
Молодечно после войны был разрушен на 90% . К 1950 году жилой фонд отстроили, восстанавливали промышленность, в том числе и столярно-мебельный цех Горпромкомбината в бывших конюшнях Польского уланского полка. В нём 11 человек вручную изготавливали крашенные столы, шкафы, окна, двери и мелкие столярные изделия. 1 марта 1954 года на базе цеха была основана Молодечненская мебельная фабрика в составе «Белмебельтреста» Министерства местной промышленности БССР. Вилейская мебельная фабрика начала работать 6 марта 1954 года. 29 человек провели собрание и организовали кооперативную артель им. Маленкова. В 1963 году Вилейскую фабрику включили в Молодечненскую на правах цеха. В начале 1970-х гг. было установлено новейшее Немецкое оборудование, фабрика была образцовой, на неё направляли иностранные делегации. Основная тенденция этого времени — ажиотажный спрос сдерживал развитие дизайна и ассортимента мебели вплоть до середины 90-х годов.

### 1990-е года
Предприятие перешло на хозрасчетный способ работы. Начали самостоятельную разработку моделей мебели. Было выбрано изготовление мебели из массивной древесины. В 1993 году на фабрике появились первые два станка с ЧПУ.

#### Энергопотребление
В 1994 году доля энергетических ресурсов в себестоимости продукции составляла 14 %.  Благодаря установке счетчиков, введению лимитов и оптимизации вентиляционной системы долю энергозатрат удалось снизить до 8-9 %.
В 1999 году была сдана в эксплуатацию собственная котельная, работающая на древесных отходах. В результате удельный вес тепло- и энергоресурсов в себестоимости продукции снизился до 4% летом и 5,5% зимой. ЗАО «Молодечномебель» полностью обеспечивает себя паром и горячей водой и поставляет тепло населению.

### 2000 г. - настоящее время
Сегодня фабрика насчитывает более 500 моделей мебели, активно развивается сеть магазинов, торговых домов и представительств. Система менеджмента качества ЗАО «Молодечномебель» сертифицирована на соответствие требованиям международного стандарта ISO 9001:2008. Особое внимание уделяется экологичности мебели.	ЗАО "Молодечномебель" - первая и единственная мебельная фабрика в Белоруссии, которая полностью отказалась от использования нитролаков и перешла на воднорастворимые лаки.

## Директора ЗАО «Молодечномебель»
1954-1958 — Николай Иванович Гальперин
1958-1977 — Георгий Иванович Липовка
1977-1977 — Евгений Титович Радкевич
1977-1985 — Борис Петрович Парапкович
1985-настоящее время — Валерий Владимирович Бушило

## Награды
1. Премия Правительства Республики Беларусь за достижения в области качества 2010 год [2]
2. Премия Правительства Республики Беларусь за достижения в области качества 2005 [3]

## Ассоциации
Член Торгово-Промышленной палаты

## Конкуренты
ЗАО «Холдинговая компания «Пинскдрев»

## Спорт
Футбольный клуб Молодечномебель существует на фабрике с 2004 года. С 2009 года попадает в призы в Минской лиге любительского футзала В 2013 году завоевали звание чемпионов 3-й лиги.

## Публикации
«Из кустарей-одиночек в столяра-профессионалы», УП Технопринт, 2004.- ISBN 985-464-564-9